# 佐藤誠 (アナウンサー)
佐藤 誠（さとう まこと、1948年3月19日 - ）は、NHKの元エグゼクティブアナウンサー。元神戸松蔭女子学院大学教授。

## 経歴
大阪府立春日丘高等学校を経て関西学院大学法学部政治学科卒業後、1971年入局。2005年に役職定年となったあとは嘱託職専門委員として大阪局に在籍。誕生日の関係により2007年度いっぱいで60歳定年となったことを機にNHKでの勤務を終えた。しかしその後は専属パーソナリティとして残り、番組出演を継続している。
定年まで東京アナウンス室での勤務経験がない（ただし過去に数回、出張の形で東京のスタジオから番組を担当したことはある）。

## エピソード
関西学院大学では混声合唱団「エゴラド」に所属。部室が隣だった放送局に所属していた野村啓司と親交を深め、野村の影響でアナウンサーを志す。「法曹界に進むつもりが放送界に入ってしまいました。」と佐藤は笑う。
前記のとおり、東京勤務の経験がない（東日本である北海道および山梨県での勤務は経験している）。その代わり、巧みな関西弁の口調で多くのリスナーからの信頼も厚い。そのことを物語るエピソードも多い。
1995年、NHK大阪開局70周年特別番組『ええもんでっせ!!大阪弁』の企画・コーディネーターを務めた。
また阪神・淡路大震災10周年にあたる2005年には、1月16～17日の『関西発ラジオ深夜便』と、17日夜に放送された特別番組『語り継ごう・次の時代へ』の司会を務めた。軽快な話術で広く親しまれている佐藤ではあるが、重々しいテーマである震災記念番組もそつなくこなした。ところが、佐藤がメインパーソナリティを務める翌週の『かんさい土曜ほっとタイム』へ、リスナーから「佐藤さん、やればできるじゃないですか!」と、揶揄いじみた投書を受けた。彼ほどの職歴を持つアナウンサーに対してかなり無礼極まりない投書ではあったが、ネタになることも厭わない親近感を示すエピソードといえる。
『かんさい土曜ほっとタイム』では、佐藤のみならず他の出演者も関西弁丸出しの「ぼやき川柳アワー」が大変好評である。そのため2007年度は、関西限定ではあるが、このコーナーが独立した番組『テレビ de ぼやき川柳』としてテレビでも放送された。同番組でも佐藤が進行を担当した（その後については同番組の記事を参照）。「かんさい土曜ほっとタイム」終了後も「関西発・ラジオ深夜便」で、当時の番組テーマ曲とともにぼやき川柳コーナーが続行することになった。

## 過去の担当番組
- 定時ニュース
- FMリクエストアワー甲府放送局（1978年 - 1979年）
- サンデーワイドきんき（? - 1992年度）
- ニュースワイド
- ウイークエンドきんき（1993・1994年度）
- がんばろや!阪神・淡路（1995年度）
- 夕方5時ですとっておき関西（2001・2002年度）
- テレビ de ぼやき川柳（2007年度）
- くらしのチャンネルきんき
- かんさい想い出シアター（2001年10月 - 2009年3月）
- かんさい土曜ほっとタイム（NHKラジオ第1・全国放送土曜13:05 - 16:53 （前身番組時代を含め）1995年度 - 2018年度 ）